# Константинов, Константин Иванович
Константи́н Ива́нович Константи́нов (6 апреля 1818, Варшава, Царство Польское, Российская империя — 12 [24] января 1871, Николаев, Херсонская губерния, Российская империя) — русский учёный и изобретатель в области артиллерии, ракетной техники, приборостроения и автоматики, генерал-лейтенант, артиллерист.
Константинов изобрёл один из первых электро-баллистических приборов (1844) и предложил прицел для навесной стрельбы из гладкоствольных орудий. В 1849 году он был назначен начальником Охтинского капсюльного заведения, а вскоре — командиром Санкт-Петербургского ракетного завода. В дальнейшем деятельность Константинова была почти исключительно посвящена улучшению боевых ракет Конгрива и разным усовершенствованиям в потешной пиротехнике. Он разработал проект Николаевского ракетного завода и в 1859 году был назначен начальником этого завода.

## Биография
Настоящим отцом Константина Ивановича Константинова был Великий князь, цесаревич Константин Павлович — младший брат Российского императора Александра I и наместник в Царстве Польском, матерью — французская актриса Клара-Анна де Лоран. При рождении мальчик был наречён Константином Константиновичем Константиновым.
Его отец был бездетен в двух браках, поэтому тратил немалые средства на воспитание и образование своих внебрачных детей. Например, уроки музыки Константину и его сестре Констанции давал юный Шопен, которого часто для этой цели приглашали в Бельведер — летнюю варшавскую резиденцию великого князя.
Семейные обстоятельства Константина Павловича сложились так, что его детей Констанцию и Константина считали воспитанниками (приёмными детьми) князя Ивана Александровича Голицына, адъютанта великого князя. Именно по этой причине у них впоследствии изменились и отчества.
В 1831 году во время восстания поляков Константин Павлович направился из Польши в Россию, но по пути заболел холерой и умер в Витебске. Князь Голицын вместе с 13-летним Константином и де Лоран обосновывается в Петербурге.
В январе 1834 года, исполняя волю покойного Константина Павловича, князь Голицын определяет 15-летнего Константина юнкером в престижное Михайловское артиллерийское училище.
Учился Константин Константинов неплохо, был «четвёртым по списку». После 2-летнего обучения оставлен в училище «для дальнейшего совершенствования в высших науках».
В 1836 году окончил училище, где был учеником Е. Х. Весселя и оставлен для дополнительного совершенствования своих знаний в высших классах артиллерийского училища (в будущем — Михайловская артиллерийская академия). В 1838 году назначен командующим школой мастеров порохового и селитряного дел (ныне — пиротехническая школа).
В 1840—1844 годах командирован за границу «для собрания полезных сведений, до артиллерии относящихся». Побывал во многих странах Европы — в Австро-Венгрии, Англии, Бельгии, Голландии, Пруссии, Франции.
Во время этой командировки Константинов делает первое изобретение — электробаллический прибор. В его создании молодому офицеру помогали Ч. Уитстон — один из владельцев лондонской фабрики музыкальных инструментов и изобретатель физических приборов и Луи Бреге — владелец фабрики точных механизмов в Париже. В то же время изобрёл прибор для измерения малых промежутков времени — хроноскоп.
После возвращения в Россию в 1844 году Константинов испытал разработанное им ещё во время заграничной командировки устройство — электробаллический прибор, предназначенный для измерения скорости вылетающего из ствола орудия артиллерийского снаряда, будучи командиром Школы мастеров и подмастерьев порохового, селитренного и серного дела при Охтенском пороховом заводе (впоследствии — Пиротехнической школы). Позже это привело к научному спору по поводу приоритета этого изобретения между ним и недавними его ассистентами — Уитстоном и Бреге, пытавшимися оспорить приоритет и присвоить авторство этого изобретения себе. Константинов весьма дипломатично, но уверенно парировал их притязания и сохранил в истории науки и техники приоритет России в применении «гальванизма» в баллистических исследованиях.
В то время он также внёс ряд усовершенствований в технику фейерверков — прорубные транспаранты, пиротехнический фотометр, способ сравнения форсовых составов, новую форму парашютов для осветительных ракет и ряд других.
В 1846—1847 годах начинает заниматься систематическими исследованиями ракетной техники, и первый его вклад в эту область был поистине пионерским — ракетный баллистический маятник для измерения тяги порохового двигателя.
Маятник Константинова был построен на ракетном полигоне на Волковом поле в Петербурге и испытан в присутствии членов Военно-учёного комитета. Он был высоко оценён за точность измерений и простоту вычислений. Фактически, методика исследования внутрибаллистических характеристик ракетных двигателей с помощью маятника Константинова — прообраз современных огневых испытаний ракетных двигателей.
В течение многих лет маятник Константинова оставался наиболее совершенным инструментом исследования тяговых параметров ракетного двигателя. Его принцип и конструктивная схема использовались через 100 лет в Институте физической химии АН СССР при исследовании удельного импульса тяги создаваемых в конце 1940-х годов российских ракетных двигателей на твёрдом топливе.
В 1849 году Константинов назначен начальником Охтинского капсюльного заведения. Под руководством Константинова при заводе было создано «ракетное заведение», изготавливавшее боевые ракеты калибра 106 мм и пусковые установки для одновременного запуска 36 ракет.
С 1850 года проводил опыты с боевыми ракетами с целью увеличения дальности полёта и кучности падения. Исследовал вопросы оптимальных параметров ракет, способы их стабилизации в полёте, способы крепления и отделения на траектории головных частей ракет, составы ракетных порохов, Константинов уделял большое внимание улучшению технологии производства и сборки ракет, механизации и безопасности их изготовления. В этот период им были созданы боевые ракеты совершенной для XIX века конструкции с дальностью полёта 4-5 км, ПУ и машины для производства ракет, разработан технологический процесс изготовления ракет с применением автоматического контроля и управления отдельными операциями; рекомендованы новые приёмы применения ракет в военном деле. Предложил применять ракеты для переброски троса в китобойном промысле. Кроме непосредственного конструирования ракет и пусковых установок для них, Константинов заложил научные основы расчёта и проектирования пороховых ракет, разработал технологический процесс изготовления ракет, ввёл технологический контроль на каждой стадии их изготовления, создал ряд машин для их производства.

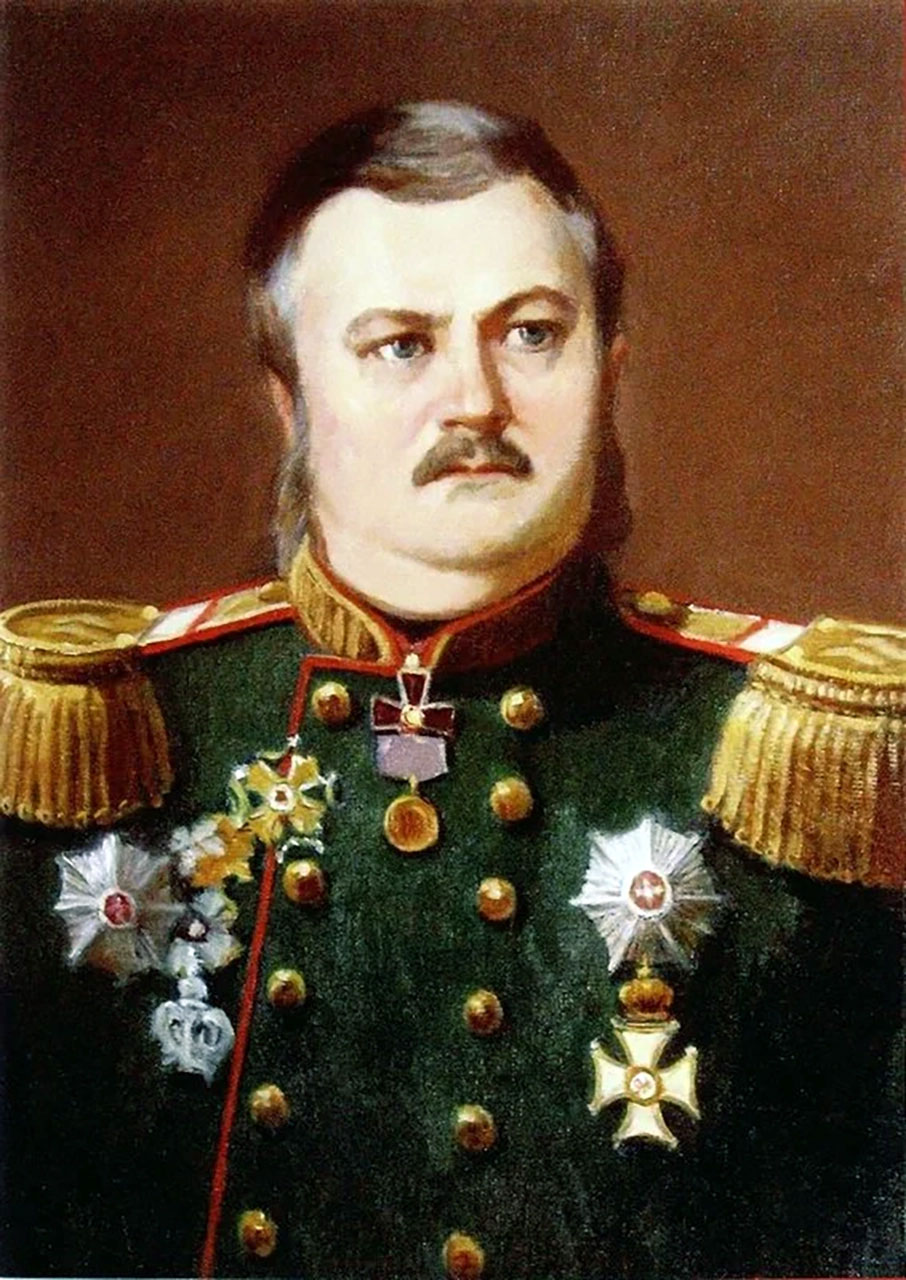
Прижизненный портрет Константина Ивановича кисти неизвестного художника.

5 марта 1850 года Высочайшим указом полковник Константинов назначается командиром Петербургского ракетного завода, первого в России промышленного предприятия по производству боевых ракет. Основано оно было ещё в 1826 году, но к середине XIX века пришло в упадок. Одним из направлений деятельности Константинова стало совершенствование производства, прежде всего улучшение технологии изготовления боевых ракет. В то время стабильность энергетических характеристик чёрного пороха определялась постоянством его химического состава, иначе говоря, однородностью смеси, что могло быть достигнуто тщательным смешением компонентов. До Константинова смешивание пороха производилось в «мешальных» бочках с горизонтальной осью вращения с ручным приводом (предложены ещё в 1820-х годах А. Д. Засядко). Но эти бочки нередко служили причиной взрывов и пожаров, так как в них для лучшего измельчения компонентов насыпались медные пули, которые при некоторых условиях вызывали появление искр.
В дальнейшем деятельность Константинова была почти исключительно посвящена улучшению боевых ракет и разным усовершенствованиям в потешной пиротехнике.
В 1855 году Константинов предложил бочки с наклонной осью вращения. В них перемешивание происходило лучше, а сила ударов медных пуль одна о другую была существенно меньше.
В 1853—1855 годах ракетное заведение под руководством Константинова изготовило несколько тысяч боевых ракет для нужд Крымской войны по его технологии, за что ему было объявлено «монаршее благоволение».
В 1853 году полковник Константинов заинтересовался совершенно новой тогда отраслью — воздухоплаванием. Он поместил в «Артиллерийском журнале» статью под названием «Устройство, приготовление и употребление воздушных шаров».
В сентябре 1855 года, во время Крымской войны, он был командирован в Ревель с командой ракетчиков для защиты побережья от возможной высадки неприятельского десанта.
21 ноября 1855 года в Петербургское ракетное заведение был переведён по службе из Севастополя артиллерийский поручик граф Лев Николаевич Толстой. В течение всего 1856 года начинающий, но уже получивший широкую известность литератор часто бывал в гостях у Константинова в доме N 38 по Разъезжей улице в Санкт-Петербурге.
В 1856 году Константинов опубликовал обстоятельную работу «Воздухоплавание», в которой впервые в русской печати излагалась история этого направления науки. В этой статье впервые в мире была рассмотрена идея применения ракетных двигателей для движения и управления аэростатом.
В 1857 году в «Морском сборнике» Константинов опубликовал работу с анализом всех предложений, связанных с подводным плаванием, в том числе и предложенных известным русским инженером генерал-адъютантом К. A. Шильдером, применившим боевые ракеты на первой в мире цельнометаллической подводной лодке.
В 1857—1858 годах Константинов находился за границей, где изучал состояние ракетной техники.
В 1860 году Константин Иванович прочитал курс лекций «О боевых ракетах» в Михайловской артиллерийской академии. В 1861 году его лекции были опубликованы в Париже на французском языке.
В 1864 году его лекции «О боевых ракетах» в обратном переводе с французского языка на русский были опубликованы в России. На тот момент это была единственная в мире фундаментальная монография по данной теме. Книга была высоко оценена в научных кругах, в том числе в Парижской академии наук. За неё Константинов был удостоен премии Михайловской артиллерийской академии.
С начала 1850-х годов и до 1859 года Константинов занимался разработкой проекта нового совершенного ракетного завода, изобретением высокомеханизированного и автоматизированного оборудования для него, поиском новых оптимальных конструкций боевых ракет и совершенствованием технологии их изготовления. В то время в России произошли важные политические изменения. Император Александр II и новое военное руководство государства предпринимали активные усилия по ликвидации причин крымской катастрофы — поражения России в Крымской войне, в частности, отставания страны в военной технике.
Анализ результатов Крымской войны приводил к выводу о необходимости отказа от ракетного оружия. На смену устаревшим гладкоствольным тяжёлым орудиям, перед которыми боевые ракеты имели несомненное преимущество, приходила нарезная артиллерия — гораздо более точная и скорострельная. Но в сравнении с нею ракетная техника, относительно новый вид вооружений, не успевший ещё занять прочного места в военном и общественном сознании, на тот момент объективно не имела ощутимых преимуществ. Кроме того, появились данные, что в Европе (в частности, в Австро-Венгрии) боевые ракеты снимаются с вооружения.
Все это породило в российских верхах сомнения в перспективности и эффективности ракетного оружия в принципе. Константинову удалось преодолеть это серьёзнейшее препятствие, и ракетная тематика в России продолжала развиваться. Его проект ракетного завода был утверждён, а сам Константинов был назначен начальником этого завода и «заведующим изготовлением и употреблением» боевых ракет в русской армии. Константинов выдерживает серьёзнейший экзамен на Особой императорской комиссии, собранной для уточнения необходимости строительства нового ракетного завода.
С конца 1850-х — начала 1860-х годов Константинов неоднократно выезжал во Францию для размещения заказов на заводское оборудование.
После тщательного анализа Константиновым был произведён выбор места для строительства завода — город Николаев. Место было выбрано специально на юге России, так как климат Петербурга вынуждал бы применять для обогрева «ракетного заведения» печи с открытым огнём, что было крайне опасно с точки зрения техники безопасности.
С 1861 года Константинов становится генерал-лейтенантом.
В 1862 году Константинов представил новую ракетную систему — 2-дюймовую боевую ракету, пусковой станок для неё и ударный пальник для запуска. После высочайшего одобрения ракетная система была принята на вооружение русской армии. Состоялось признание ракетного оружия как необходимого и эффективного дополнения к нарезной артиллерии.
С 1864 года руководил строительством Николаевского ракетного завода, а с 1867 года переехал на жительство в Николаев для непосредственного руководства строительством ракетного завода. Главной особенностью строящегося завода было широкое использование «телединамической передачи движения», то есть механизация и автоматизация производственных циклов. Разработанное Константиновым специальное оборудование было настолько совершенным, что испанское правительство заказало в Париже точно такое же для своего нового ракетного завода в Севилье.
За время жизни в Николаеве Константинов организовал там отделение Русского химического общества и был избран его первым председателем. Он сразу же сошёлся с интеллигенцией города и буквально покорил всех своими энциклопедическими знаниями, личным обаянием и умением объединять вокруг себя людей. Он перевёз в Николаев свою огромную личную библиотеку и множество приборов. Константинов публикует в «Николаевском вестнике» ряд статей.
В конце 1870 года здания завода были почти достроены, и вёлся монтаж оборудования. Но дожить до его открытия Константинову не довелось. Завод, строительством которого руководил Константинов, был открыт уже без него. До 1906 года, когда он был переведён в Шостку, завод выпускал боевые, сигнальные, осветительные и спасательные ракеты.
В ночь на 12 января 1871 года Константин Иванович Константинов скоропостижно скончался.
14 января 1871 года, после прощальной церемонии в Николаеве, гроб с телом покойного был упакован в цинковый ящик и в сопровождении сестры покойного отправлен в село Нивное Мглинского уезда Черниговской губернии для погребения в фамильном склепе его родственников. Место захоронения Константинова было выбрано в связи с тем, что у покойного не было собственного имения, и его захоронили в фамильном склепе Лишиных в церкви села Нивное, принадлежавшего мужу его сестры Констанции Ивановны — Андрею Фёдоровичу Лишину. Сейчас это село входит в состав Суражского района Брянской области.
Разработками ракетных систем Константинова заинтересовались многие военные и учёные, в том числе, начиная с 1880 года, генерал-майор артиллерии Леонид Васильевич Чижевский.

## Научные труды

«О боевых ракетах»

Константинов — автор работ по различным вопросам ракетной техники, артиллерии, ручного огнестрельного оружия, пиротехники, порохового дела, воздухоплавания.
Специалистам хорошо известны такие его работы как:
- «О боевых ракетах» (СПб., 1856; франц. перевод, Пар., 1858);
- «Lectures sur les fus é es de guerre» (Пар., 1861; русск. перевод Колкунова, СПб., 1864);
- «Последовательные усовершенствования ручного огнестрельного оружия» (СПб., 1855);
- «Воздухоплавание» (СПб., 1856);
- «Некоторые сведения о домогательствах разрешения задачи подводного плавания» (СПб., 1857);
- «Hausse de l’artillerie de campagne russe» (СПб., 1856).

## Награды
Константинов был награждён многими русскими и иностранными орденами.
- За разработку электробаллистического прибора в ноябре 1844 года он был награждён орденом Святого Владимира 4-й степени и премией в 2000 рублей серебром.
- В апреле 1852 года Константинов был награждён орденом Железной Короны 2-й степени от австрийского императора.
- 31 марта 1853 года К. И. Константинов был командирован в Вену для представления австрийскому правительству моделей и чертежей русской артиллерии, а также для приобретения новейших сведений об австрийских боевых ракетах. С порученным заданием он справился отлично, за что в апреле того же года был награждён орденом Святой Анны 2-й степени с императорской короной.
- За плодотворную деятельность 9 января 1855 года Константинову было объявлено монаршее благоволение, а 17 апреля он был награждён орденом Святого Владимира 3-й степени «за отличие, усердие и ревностную службу».
- 26 августа 1856 года был награждён бронзовой медалью «В память войны 1853—1856» на Андреевской ленте.
- За проект «нового ракетного заведения» в 1859 году К. И. Константинов был награждён орденом Святого Станислава 1-й степени. В этом же году он был награждён Командорским Крестом ордена Нидерландского льва за услуги, оказанные голландской артиллерии, и испанским орденом Изабеллы Католической.
- В апреле 1862 года Константинов был награждён орденом Святой Анны 1-й степени «за отлично усердную службу» — так был оценён его труд по созданию современной промышленной базы ракетного оружия России.
- За составление записки с чертежами по изготовлению боевых ракет — в апреле 1864 года королём Вюртембергским Константинов был награждён Большим крестом ордена Фридриха.
- В декабре 1864 года французский император наградил Константинова Командорским Крестом ордена Почётного легиона.
- 26.02.1860 жалован дипломом на потомственное дворянское достоинство[13].

## Память

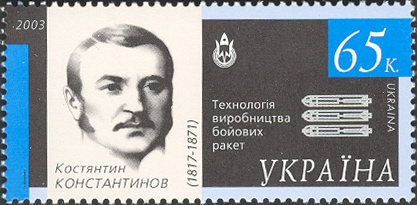
Почтовая марка Украины, 2003 год

- В 2003 году была выпущена почтовая марка Украины, посвящённая Константинову.

Именем учёного названы:
- Кратер на Луне;
- Улица Константинова в Москве.